# 国本京佑
国本 京佑（くにもと けいすけ〉、韓国名：李京佑〈イ・キョンウ、이경우〉1989年1月9日 - ）は、日本の元レーシングドライバー。

## プロフィール
神奈川県横浜市出身。元在日韓国人3世のハーフで、現在は日本国籍。
弟は同じくレーシングドライバーの国本雄資で、父は1970年代から1980年代にレーシングカートドライバーとして活躍した李好広（り・よしひろ、イ・ホグァン〈李好廣、이호광〉）、伯父は同時代のカートドライバー李好彦（り・よしひこ、イ・ホオン〈이호언〉）。母は日本人。身長：168cm、体重：55kg、血液型：RH+B型、最終学歴：慶應義塾大学環境情報学部在学、趣味：スキー・スノーボード・サーフィン、料理特技：英会話、クラシックピアノ。

### 略歴
神奈川県横浜市に生まれる。9歳（小学校4年生）の時にアルペンスキーを始め、アルペンスキー競技会に参戦する。2000年にはSAJ公認ジュニア技能検定1級を取得、マスターズジュニア選手権GSでは優勝を果たす。その後レーシングカートに興味を持ち始め、2001年にカート競技を開始する。徐々に才能が開花し、2004年には全日本カート選手権FAクラスでシリーズチャンピオンになる。
レーシングカートでの実績が認められ、2005年にはフォーミュラトヨタレーシングスクール (FTRS) を受講し、スカラシップを獲得。限定A級ライセンスの発給を日本自動車連盟 (JAF) から受けた後、エッソフォーミュラ・トヨタシリーズ第7戦筑波ラウンドで4輪レースデビューを果たした。2006年はトヨタ・ヤングドライバーズ・プログラム (TDP) のスカラシップ生としてフォーミュラ・トヨタ&フォーミュラチャレンジ・ジャパン (FCJ) の2シリーズを戦った。両シリーズとも1度ずつ表彰台を得たのだが、多くのライバルたちの存在もあって両シリーズともシリーズ7位の成績に終わった。2007年もフォーミュラ・トヨタとFCJの2シリーズに参戦。特にFCJでは、勝利数こそ3勝にとどまったものの安定して上位の成績を残し、見事第2代のシリーズチャンピオンに輝いた。

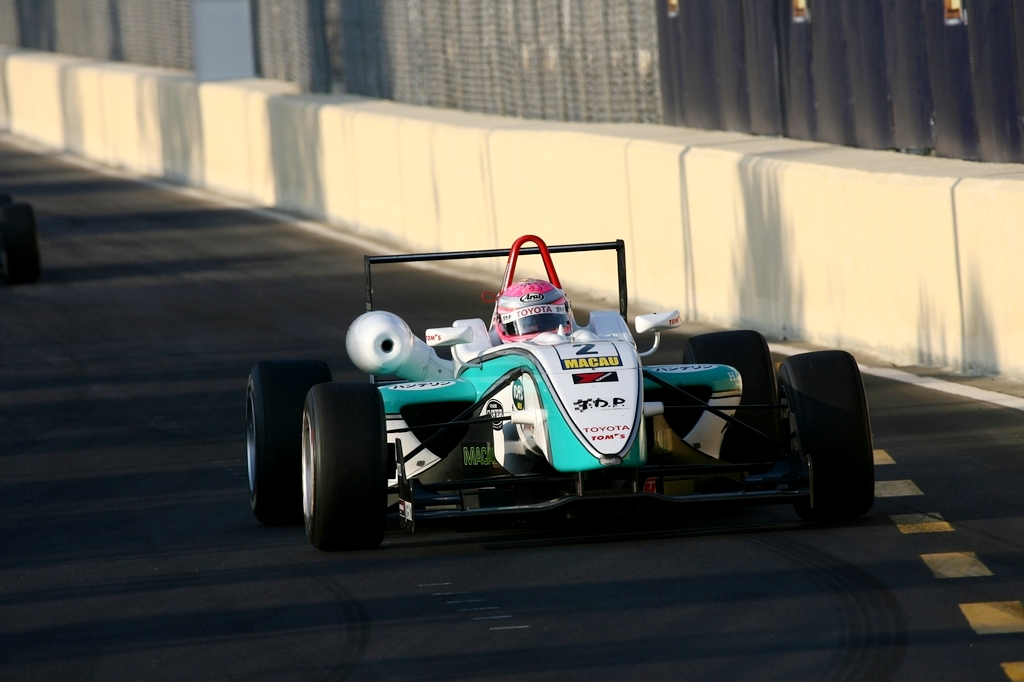
2008年マカオグランプリでの国本京佑

2008年は、TDP契約ドライバーとなり、全日本F3選手権にTOM'Sから、SUPER GTには昨年のGT300クラスのチャンピオンチーム、aprより参戦している。F3では、第4戦オートポリスラウンドにおいて初優勝を飾ると、第14戦もてぎラウンドと第16戦富士ラウンドでもポール・トゥ・フィニッシュを飾りカルロ・ヴァン・ダムに次ぐシリーズ2位の成績でマカオGPへの参加を勝ち取った。マカオGPでは予選レース2位からスタートし優勝を飾った。19歳10か月9日での優勝は、最年少優勝記録を更新したと報道されたが、後に2003年のニコラ・ラピエールが19歳7ヶ月15日で優勝していることが判明し訂正された。SUPER GT（GT300クラス）でも第3戦富士ラウンドで初優勝している。
2009年は、チーム・ルマンよりフォーミュラ・ニッポンに出場したほか、チーム郷と自動車雑誌『NAVI』の合同チームである「NAVI TEAM GOH」よりル・マン24時間レースにも出場した。ワールドシリーズ・バイ・ルノー（フォーミュラ・ルノー3.5）にてラスト2戦をエプシロン・ユースカディから出走した。
2010年は日本を離れ、ワールドシリーズ・バイ・ルノーシリーズに参戦。前年に参戦したエプシロン・ユースカディと正式に契約をした。

## レース戦績
- 2001年 - ジュニアカート選手権FP-jrクラス
- 2002年 - ジュニアカート選手権FP-jrクラス （シリーズ2位・1勝）
- 2003年 - 全日本カート選手権ICAクラス（シリーズ3位・3勝）
- 2004年
  - 全日本カート選手権FAクラス（シリーズチャンピオン・2勝）
  - ARTAチャレンジFAクラス（シリーズチャンピオン）
- 2005年
  - 全日本カート選手権FAクラス＜東地域第1戦・スポット参戦＞（決勝・2位）
  - フォーミュラトヨタレーシングスクール受講（スカラシップ獲得）
  - エッソ・フォーミュラ・トヨタシリーズ＜Rd.7スポット参戦＞（#7 TDPスカラシップFT／FT30）（決勝14位）
- 2006年
  - エッソ・フォーミュラ・トヨタシリーズ（#7 TDPスカラシップFT／FT30）（シリーズ7位）
  - フォーミュラチャレンジジャパン（#22 TDPスカラシップFCJ／FC106）（シリーズ7位）
- 2007年
  - エッソ・フォーミュラ・トヨタシリーズ（#31 AプロジェクトハナシマFT／FT30）（シリーズ2位・2勝）
  - フォーミュラチャレンジジャパン（#7 AプロジェクトFTRSFCJ／FC106）（シリーズチャンピオン・3勝）
- 2008年
  - 全日本F3選手権（PETRONAS TEAM TOM'S #36 TDP TOM'S F308／ダラーラF308 1AZ-FE）（シリーズ2位・3勝）
  - F3マカオGP（優勝）
  - SUPER GT GT300クラス（apr #95 ライトニング マックイーン apr MR-S／TOYOTA MR-S(ZZW30) 2GR-FE）（シリーズ9位・1勝）
- 2009年
  - 全日本選手権フォーミュラ・ニッポン（Team Le Mans #7／スウィフト017.n RV8K）（シリーズ13位）
  - ル・マン24時間レース（NAVI TEAM GOH／ポルシェ・RSスパイダー）
  - フォーミュラ・ルノー3.5＜Rd.6,7スポット参戦＞（Epsilon Euskadi #21／ダラーラ）
  - A1グランプリ (チーム韓国) (シリーズ19位)

### 全日本フォーミュラ3選手権
| 年     | チーム              | エンジン | クラス | 1      | 2      | 3       | 4      | 5      | 6        | 7      | 8        | 9      | 10     | 11     | 12     | 13     | 14     | 15     | 16     | 17     | 18     | 順位 | ポイント |
| ------ | ------------------- | -------- | ------ | ------ | ------ | ------- | ------ | ------ | -------- | ------ | -------- | ------ | ------ | ------ | ------ | ------ | ------ | ------ | ------ | ------ | ------ | ---- | -------- |
| 2008年 | PETRONAS TEAM TOM'S | トヨタ   |        | FSW1 4 | FSW2 3 | AUT1 10 | AUT2 1 | SUZ1 2 | SUZ2 Ret | TRM1 2 | TRM2 Ret | OKA1 9 | OKA2 2 | SUZ1 2 | SUZ2 2 | TRM1 2 | TRM2 1 | FSW1 4 | FSW2 1 | SUG1 3 | SUG2 2 | 2位  | 219      |

### SUPER GT
| 年     | チーム | 使用車両     | クラス | 1      | 2      | 3     | 4     | 5     | 6     | 7      | 8     | 9       | 順位 | ポイント |
| ------ | ------ | ------------ | ------ | ------ | ------ | ----- | ----- | ----- | ----- | ------ | ----- | ------- | ---- | -------- |
| 2008年 | apr    | トヨタ・MR-S | GT300  | SUZ 13 | OKA 12 | FSW 1 | SEP 9 | SUG 6 | SUZ 2 | TRM 16 | AUT 9 | FSW Ret | 9位  | 50       |

### フォーミュラ・ニッポン
| 年     | チーム      | 1   | 2   | 3       | 4      | 5      | 6       | 7      | 8     | 順位 | ポイント |
| ------ | ----------- | --- | --- | ------- | ------ | ------ | ------- | ------ | ----- | ---- | -------- |
| 2009年 | Team LeMans | FSW | SUZ | TRM DNS | FSW 10 | SUZ 11 | TRM Ret | AUT 11 | SUG 8 | 13位 | 1        |

### ル・マン24時間レース
| 年     | チーム        | コ・ドライバー            | 使用車両                   | クラス | 周回 | 総合順位 | クラス順位 |
| ------ | ------------- | ------------------------- | -------------------------- | ------ | ---- | -------- | ---------- |
| 2009年 | Navi チーム郷 | 荒聖治 サッシャ・マーセン | ポルシェ・RSスパイダー Evo | LMP2   | 339  | DNF      | DNF        |